# Robert Gordon Rogers
Robert Gordon Rogers, OC, KStJ, OBC (* 19. August 1919 in Montreal; † 21. Mai 2010 in Victoria) war ein kanadischer Manager. Von 1983 bis 1988 war er Vizegouverneur der Provinz British Columbia.

## Biografie
Rogers studierte an der University of Toronto und an der Königlichen Militärakademie in Kingston. Während des Zweiten Weltkriegs diente er in einem Panzerregiment der kanadischen Armee und war am D-Day (6. Juni 1944) bei der Landung am Juno Beach in der Normandie beteiligt. Nach dem Krieg war er in der Forstwirtschaft tätig. 1960 wurde er Vizepräsident des Unternehmens Crown Zellerbach Canada (mittlerweile in der Georgia-Pacific aufgegangen) und stieg 1976 zum Verwaltungsratspräsidenten und CEO auf.
Generalgouverneur Edward Schreyer vereidigte Rogers am 15. Juli 1983 als Vizegouverneur von British Columbia. Dieses repräsentative Amt übte er bis zum 9. September 1988 aus. Von 1991 bis 1996 amtierte er als Kanzler der University of Victoria.